# Giuseppe Bottai

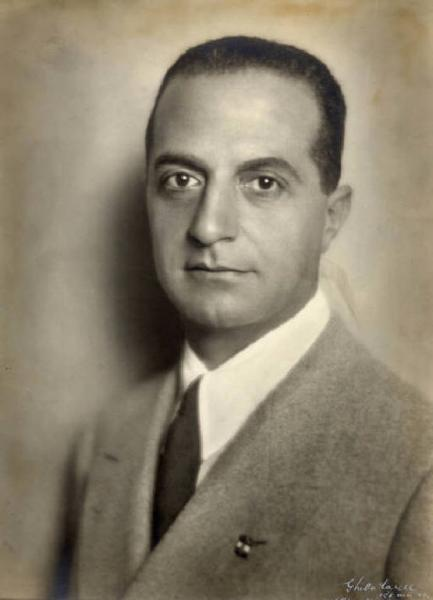
Giuseppe Bottai (1937)

Giuseppe Bottai (* 3. November  1895 in Rom; † 9. Januar 1959 in Rom) war ein italienischer Politiker und als langjähriger Minister unter Benito Mussolini tätig. Im Juli 1943 trug er im Faschistischen Großrat maßgeblich zu dessen Sturz bei. 

## Leben und Wirken
Bottai stammt aus einer Weinbauernfamilie in der Toskana. Bei Ausbruch des Ersten Weltkriegs meldete er sich freiwillig zur Armee und wurde 1917 so schwer verwundet, dass er nicht mehr kriegsverwendungsfähig war.
Nach dem Krieg studierte er in Rom Rechtswissenschaften und kam in dieser Zeit über die Futuristische Partei von Filippo Marinetti zur Faschistischen Partei, zu deren Gründungsmitgliedern er 1919 gehörte. Benito Mussolini machte ihn nach Abschluss seines Rechtsstudiums im Jahr 1921 zum Chefredakteur des Parteiblattes Il Popolo d’Italia. Von Juni 1921 an gehörte er bis 1943 ununterbrochen der Camera dei deputati an. Beim Marsch auf Rom führte er die Kolonne an, die von Tivoli aus marschierte. 1923 gründete er das Blatt La rivista critica fascista. 1926 wurde er Unterstaatssekretär im Arbeitsministerium und 1929 selbst Arbeitsminister bis 1932. Hier konnte er versuchen, die Ideen des Korporatismus umzusetzen. Sein längster Ministerposten war Erziehungsminister (15. November 1936 bis 5. Februar 1943).
Dazwischen wurde er 1930 von der Universität Pisa auf eine Professur für Politikwissenschaft berufen.
1932 bis 1935 war er Präsident des Nationalinstituts für Sozialfürsorge, danach bis 1936 Gouverneur von Rom. Er nahm am Abessinienkrieg teil und wurde erster Zivilgouverneur von Addis Abeba. Im Jahr 1938 gehörte er zu den eifrigsten Befürwortern der Rassengesetze. Als Minister für nationale Bildung ließ er das jüdische Lehrpersonal erfassen und schloss dieses sowie jüdische Schüler und Studenten aus den staatlichen Schulen und Universitäten aus.
1943 stimmte er im Großen Rat für die Absetzung Mussolinis. Dafür wurde er vom Kongress der Italienischen Sozialrepublik (in Salò) im Januar 1944, im Prozess von Verona, in Abwesenheit zum Tode verurteilt. Im gleichen Jahr meldete er sich unter falschem Namen bei der französischen Fremdenlegion, mit der er gegen die deutsche Besatzung kämpfte und bei der er bis 1948 diente. Die Alliierten verurteilten ihn zu einer Zuchthausstrafe, doch bereits 1947 amnestiert, kehrte er 1948 nach Italien zurück, und war fortan nur noch journalistisch tätig. So schrieb er 1949 seine Memoiren Vent'anni e un giorno und gründete 1953 das kritische Magazin ABC, das er bis zu seinem Tode leitete.
Aus der Accademia dei Lincei, der er seit 1937 als korrespondierendes Mitglied angehörte, wurde er 1946 ausgeschlossen.
Die Wirtschafts- und Sozialwissenschaftliche Fakultät der Universität zu Köln verlieh dem Erziehungsminister während ihrer 550-Jahr-Feier im Juni 1938 die Ehrendoktorwürde, entzog sie ihm aber nach dessen politischer Kehrtwende mit Beschluss vom 1. Februar 1944 wieder.
Teile seiner Bibliothek (circa 1500 Bände) wurden nach seinem Tod vom
Deutschen Historischen Institut in Rom erworben.